# 제10회 미쟝센 단편 영화제
제10회 미쟝센 단편 영화제는 2011년 6월 24일에 열린 시상식이다.

## 수상 및 후보

### 비정성시 최우수작품상
- 복무태만 - 김태용 수상

### 사랑에관한짧은필름 최우수작품상
- 약속 - 양현아 수상

### 절대악몽 최우수작품상
- 고스트 - 이정진 수상

### 희극지왕 최우수작품상
- 술술 - 김한결 수상

### 4만번의구타 최우수작품상
- 소굴 - 이창희 수상

### 심사위원특별상
- 리코더 시험 - 김보라 수상
- 개 - 홍성원 수상

### 심사위원 특별상 연기부문
- 그녀는 위대하지 않다: 지혜우화 - 오대환 수상
- 구천리 마을잔치 - 박명신 수상

### 임권택 감독 특별상
- 운전수업 - 최재영 수상

### 미쟝센 촬영상
- 부서진 밤 - 김태수 수상

### 미쟝센 미술상
- 구천리 마을잔치 - 김승경 외 2명 수상

### 관객상
- 하루 - 한재빈 수상

### 올레 온라인 관객상
- 그녀는 위대하지 않다: 지혜우화 - 최봉준 수상

### Special Mention
- 도시 - 김영근 수상
- 가족오락관 - 김용삼 수상

### 비정성시 부문
- 감사합니다 - 문하얀
- 그룹 스터디 - 최정식
- 내 이웃들 - 박희권
- 도시 - 김영근
- 리코더 시험 - 김보라
- 먹다 - 장승욱
- 복무태만 - 김태용
- 부서진 밤 - 양효주
- 비둘기는 날지 않는다 - 운익원
- 사라진 밤 - 차성덕
- 소꿉장난 - 김지영
- 수선화 - 박종철
- 운전수업 - 최재영
- 팀워크 - 홍서연
- 푸른 사막 - 이지원
- 험한 교육 - 조승연
- CPR 좀 해주세요 - 정대기
- No~ Problem! - 나혜련

### 사랑에 관한 짧은 필름 부문
- 구해줘! - 김의석
- 그녀는 위대하지 않다: 지혜우화 - 최봉준
- 나를 잊지 말아요 - 이윤정
- 나와 피노키오 - 최고은
- 나의 순정씨 - 안평윤
- 달빛 소나타 - 임철민
- 독백 - 윤성준
- 반짝반짝 - 오지원 외 1명
- 변해야 한다 - 이랑
- 블루스 맨 - 김지열
- 약속 - 양현아
- 하루 - 한재빈

### 희극지왕 부문
- 가족오락관 - 김용삼
- 고백 - 유지영
- 나쁜 교육 - 고수경
- 불멸의 사나이 - 문병곤
- 뻑킹 세븐틴 - 김현성
- 술술 - 김한결
- 통키는 살아있다 - 손헌수
- 행운동 껌소년 - 최신춘
- 다트 - 조성빈 외 1명

### 절대악몽 부문
- 개 - 홍성원
- 고스트 - 이정진
- 구천리 마을 잔치 - 강진아
- 그 집 앞 - 김성환
- 나사못 - 김현철
- 더블클러치 - 안국진
- 말벌 이야기 - 전우성
- 물리수업 - 이정행
- 불면증 - 박경원
- 카피 룸 - 최지혜
- Cosmic Man - 이한빛
- 하트 - 오수형
- 혼자 있다 - 유정현

### 4만번의 구타 부문
- 가해자 - 송종훈
- 다문 입술 - 이요섭
- 대한민국여자 - 이상민
- 망각의 히어로 - 김태동
- 미들에지 맨 - 최성은
- 변신이야기 - 오인천
- 불온한 시선 위에 서다 - 김준현
- Break Down - 김양령
- 소굴 - 이창희
- 지크 - 이호림 외 1명

### 해외 초청작
- 꼬마 안동 - 롬멜 톨렌티노
- 투 버드 - 루나 루날손
- 살인의 막장 - 리차드 게일
- 엘리베이터 - 알리 카림
- 죽음의 춤 - 페드로 피레
- 리퀘스트 - 박진오
- 홈 게임 - 마틴 룬트
- 특산품 수출 주식회사 - 얄마리 헬렌더
- 헌티드 - 데이비드 글리슨
- 프로, 기다림 - 모하마드 아흐마디
- 색혈 - 칭 시에
- 광인 - 레오 까락스

### 전년도 수상작
- 데브리스 - 김용민 외 2명
- 열쇠 - 김현철
- 라라에게 - 신이수
- 가장 아름다운
- 씨칼 - 김태윤
- 간만에 나온 종각이 - 이상근

### 최우수 작품상 모음
- 돌고 돌고 - 노진성
- 가리베가스 - 김선민
- 런던유학생 리차드 - 이용승
- 최악의 친구들 - 남궁선
- 여기가 끝이다 - 박인제
- 잘돼가? 무엇이든 - 이경미
- 햇살 쏟아지던 날 - 유영대
- 불법주차 - 정충환
- 적의 사과 - 이수진
- 베트남 처녀와 결혼하세요 - 이미랑
- 솔로 36분 - 박범수 외 1명
- 쌍둥이들 - 문제용
- 백년해로외전 - 강진아
- 길 위에 연. 날다 - 김영준
- 가희와 BH - 신동석
- 원더풀 데이 - 김현필
- Mario N'Ette - 박재웅
- 거짓말 - 임오정
- 민요 삼총사 - 이호경
- 정말 큰 내 마이크 - 우선호
- 재능있는 소년 이준섭 - 신재인
- 남성의 증명 - 윤종빈
- 이제는 말할 수 있다 - 정승구
- 더 브라스 퀸텟 - 유대얼
- 신동양 수퍼맨 - 임성운
- 베이베를 원하세요? - 이상근
- 스탠드 업 - 박상현
- 나의 작은 인형 상자 - 정유미
- 모퉁이의 남자 - 이진우
- 불온한 젊은 피 - 박미희
- 2분 - 정태경
- 저주의 기간 - 허정
- 그의 진실이 전진한다 - 신재인
- 나의 지구를 지켜줘 - 김병정
- 절귀 - 박시원
- 마지막 귀갓길 - 김준성
- 남매의 집 - 조성희
- 단편 손자병법 　 - 권혁재
- 겁쟁이들이 더 흉폭하다 - 이권
- 21세기 소녀독본 - 박교선
- 프랑스 중위의 여자 - 백승빈
- 올드보이의 추억 - 김민석
- 정서적 싸움 3_ 감성적 싸움 전초전 - 김동후 외 1명
- 완벽한 도미 요리 - 나홍진
- 사춘기 - 제창규
- 사춘기 - 제창규

### 엠에스에프에프 초이스 2002-2010
- 맥도날드 소년 - 김미진
- 재능있는 소년 이준섭 - 신재인
- 모퉁이의 남자 - 이진우
- 프랑스 중위의 여자 - 백승빈
- 1호선 Can I Love You? - 이하
- 완벽한 도미 요리 - 나홍진
- 빵과 우유 - 원신연
- 십분 간 휴식 - 이성태
- 도시에서 그녀가 피할 수 없는 것들 - 박지연
- 그의 진실이 전진한다 - 신재인
- 가리베가스 - 김선민
- 남매의 집 - 조성희
- 폴라로이드 작동법 - 김종관
- 수박 병아리 - 원종식
- 가희와 BH - 신동석
- 새집이라고 했는데 이 얼룩은 뭐죠 - 남현미
- 잘돼가? 무엇이든 - 이경미

### 특별전
- 폴라로이드 작동법 - 김종관
- 낙원 - 김종관
- 드라이버 - 김종관
- 기다린다 - 김종관
- 할매와 매다기 - 윤혜렴
- 매트릭스 컴퍼니 - 윤혜렴
- 호로자식을 위하여 - 윤혜렴
- 사진 속 그녀 - 윤혜렴
- 감상과 이해, 청산별곡 - 이상근
- 간만에 나온 종각이 - 이상근
- 명환이 셀카 - 이상근
- 베이베를 원하세요? - 이상근
- 결정적 순간 - 박정한
- 하우스패밀리 - 오상호
- 미성년자관람불가 - 박신우
- 불법주차 - 정충환
- 아빠는 밸리댄서 - 윤혜렴

### 각양각색 배우열전
- 미스 마플과의 하룻밤 - 김세랑
- 인간적으로 정이 안가는 인간 - 손원평
- 가족 같은 개, 개 같은 가족 - 박수영 외 1명
- 인비져블 1: 숨은 소리 찾기 - 유준석
- 티 데이트 - 박미나
- 클로즈 투 유 - 신예인
- 아버지 어금니 꽉 깨무세요 - 최원석
- K&J 운명 - 손정환 외 1명
- 히치하이킹 - 최진성
- 요구르트 아줌마 - 김로유
- 요구르트 아줌마 - 김로유

### 헤어 인 컷 2nd
- 컷투데이 - 권진희
- 약속 - 배기원
- 나를 뽑지 마세요 - 박준규
- 그녀는 - 이현지
- 헤어조크 - 이채민 외 3명
- 라인 테스트 넘버 원 - 유준환
- 무궁화 꽃이 피었습니다 - 마조은
- 컷 앤 페이스트 - 이정훈
- 뽑고 뜯고 자르고 다듬고 - 강네네
- 초능력아기 - 최우주
- 100-1=18 - 김지현
- 돌연변이 탄생하다: 쌍둥이 소녀이야기 - 어린이
- 데드 헤어 - 최재혁
- 지극히 일상적인 것 - 심진환
- 이 영상은 간접광고를 포함하고 있습니다 - 김수림
- 비를 맞다 - 박선용
- 기억을 자르다 - 유용지
- 맘앤맘 - 김강수
- 20110409 - 이호영
- 단발은 절대 안 돼 - 황성식
- 소중한 머리카락 - 김태양
- 결 - 문지원
- Bubble - 이태훈
- 오랜만이야 아톰 - 한승훈
- 저녁식사 - 국우종
- 올 - 조용환
- 그 머리를 베어라 - 최지완
- 헤어 스토리 - 문종호
- 머리털 - 조익환

### 서울; 만남의 풍경(들)
- 하늘고래 - 유혜경 외 3명
- 달빛을 쫓다 - 김선희
- 보이나요 - 박샛별
- 세운상가 블루스 - 김태엽

### 야외 상영
- 운동회 - 여인광
- 투디 오어 낫 투디 - 최원재
- 착한 아이 - 강혜연
- 보람이에겐 뭔가 특별한 것이 있다 - 최원섭
- 노란 종달새 - 김미리 외 2명
- 파파 스토리 - 이범석
- 아침 식탁 - 김채현
- 아빠의 자장가 - 김현경
- 무지개 시간 - 나용선
- Tinano - 유승철
- 불편이 - 최현명